# 大黃河
《大黃河》是日本放送協會（NHK）在1986年播放的紀錄片，共有十集，為NHK特集之一。

## 拍攝背景
《大黃河》是二十世紀八十年代拍攝的紀錄片，當時中日兩國关系正處於蜜月期。公元1979年至1980年期間，日本放送協會與中國中央電視台合作，雙方派出攝製隊拍攝紀錄片《絲綢之路》，受到國內外一致好評，《絲綢之路》因而成為日本电视史上评价最高的纪录片之一。
《絲綢之路》的成功及好評，令日本放送協會受到鼓舞，主動提出再次與中央電視台合作，拍攝紀錄片《大黃河》。雙方在1984年簽署合作協議，NHK再度派出攝製隊，深入黄河源头，走遍黃河流域全程，紀錄黃河沿途的地形地貌、歷史文化古迹及當地的風土人情。
拍攝《大黃河》黃河上游的過程相當艱苦，其間經常遇上悬崖峭壁的地形，攝製隊的汽車時常因為道路狀況惡劣無法通過，要依靠伐舟、骑马和骑牦牛等方法搬運攝錄器材，以及進行拍攝。本紀錄片亦首次採用全境空中拍摄，拍攝黃河兩岸地貌。
據稱，為了拍攝《大黃河》紀錄片，《大黃河》攝製隊沿途拍攝的行走距离，比地球赤道的长度还多出5万公里。
日本演員緒形拳負責為《大黃河》紀錄片作旁白。而在配樂方面，日本放送協會找了當時還名聲不顯的宗次郎（Sojiro）為《大黃河》製作背景音樂，而宗次郎亦因此事一炮而紅，成為日本知名的作曲家。
香港無線電視翡翠台亦曾於二十世紀八十年代末播放該紀錄片，節目名為《黃河》。

## 播放日期及標題

### 大黃河永恆之旅
大黃河永恆之旅主要是《大黃河》紀錄片的內容簡介，以及攝製隊在拍攝期間的花絮，於1986年1月2日在日本放送協會播放，全3集。
| 話數   | 日文標題 | 中文標題                 |
| 第一話 |          | 黃河上游——少數民族的天地 |
| 第二話 |          | 黃河中游——生活在黃土高原 |
| 第三話 |          | 黃河下游——黃河河口之旅   |

### 大黃河
本節目在1986年4月至1987年3月於日本放送協會播放，每集1小時，全10集。
| 話數   | 播放日期       | 日文標題 | 中文標題       | 內容簡介                                                                                   |
| 第一話 | 1986年4月13日  |          | 追寻黄河之源   | 內容講述攝製隊探索黃河源頭的旅程。                                                         |
| 第二話 | 1986年5月11日  |          | 下游激流旅程   | 講述攝製隊找到黃河河源后，又準備向黃河下游出發，紀錄當地風光。                             |
| 第三話 | 1986年6月9日   |          | 探索塔尔寺     | 講述攝製隊探索黃河的支流湟水，又準備參觀當地著名的佛寺——「塔爾寺」。                       |
| 第四話 | 1986年7月13日  |          | 异境之民       | 講述攝製隊從黃河上游高原地区的少數民族，到中游地区的汉族，紀錄居住在黃河沿岸居民的生活面貌 |
| 第五話 | 1986年10月12日 |          | 鄂尔多斯之兴亡 | 內容講述古代中原王朝如何抗擊北方草原蠻族的入侵，以及憑弔戰場古迹。                         |
| 第六話 | 1986年11月9日  |          | 脚下的百万都市 | 內容講述黃河泥沙淤積如何使黃河下游成為「懸河」的過桯。                                     |
| 第七話 | 1986年12月14日 |          | 中华民族的摇篮 | 內容講述黃河如何孕育中華民族，以及早期黄河文明对中國歷史的影響。                           |
| 第八話 | 1987年1月11日  |          | 驯服金色巨龙   | 講述黃河的凌汛現象，以及中國歷史上如何「馴服」黃河，避免下游大規模泛濫，威脅百姓生命安全。 |
| 第九話 | 1987年2月8日   |          | 佛陀之路       | 記述黃河沿岸留下的佛教遺址，如何深刻影響中國文化。                                         |
| 第十話 | 1987年3月8日   |          | 黄河入海       | 內容提及黃河入海的情形，以及抒發對未来的展望。                                             |

### 空中俯瞰大黃河
空中俯瞰大黃河在1986年9月14日，於日本放送協會播放。

### 「大黄河」（30分鐘版本）
本節目在1987年10月至1988年3月，於日本放送協會播放，共有20集。
| 話數                 | 播放日期       | 日文標題 | 中文標題           |
| 風土人情篇 |                |          |                    |
| 第一話               | 1987年10月15日 |          | 河口和河源         |
| 第二話               | 1987年10月22日 |          | 下游峽谷旅程       |
| 第三話               | 1987年10月29日 |          | 高原的生活         |
| 第四話               | 1987年11月12日 |          | 挑戰沙漠           |
| 第五話               | 1987年11月19日 |          | 居住窰洞的智慧     |
| 第六話               | 1987年11月26日 |          | 春節的歡慶         |
| 第七話               | 1987年12月3日  |          | 橫渡黃河兩岸       |
| 歷史文物篇 |                |          |                    |
| 第八話               | 1987年12月10日 |          | 傳說中的皇帝       |
| 第九話               | 1988年1月7日   |          | 殷鑑不遠           |
| 第十話               | 1988年1月14日  |          | 春秋戰國之旅       |
| 第十一話             | 1988年1月21日  |          | 秦漢帝國之旅       |
| 第十二話             | 1988年1月28日  |          | 西安古都探秘       |
| 第十三話             | 1988年2月4日   |          | 不可思議的國家興亡 |
| 民族信仰篇 |                |          |                    |
| 第十四話             | 1988年2月18日  |          | 五體投地的人       |
| 第十五話             | 1988年2月25日  |          | 白帽子民族         |
| 第十六話             | 1988年3月3日   |          | 神仙的故鄉         |
| 第十七話             | 1988年3月10日  |          | 佛像石刻           |
| 第十八話             | 1988年3月17日  |          | 古寺朝聖           |
| 詩編                 |                |          |                    |
| 第十九話             | 1988年3月24日  |          | 戰火之歌           |
| 第二十話             | 1988年3月31日  |          | 永恆之旅           |

### 大黃河總集篇
大黃河總集篇1988年8月7日在日本放送協會播放，是《大黃河》紀錄片的內容總結。

## 內部連結
- 黃河
- 宗次郎
- NHK特集

## 外部連結
- http://www.nhk.or.jp/special/（页面存档备份，存于）
- （播放過的專題一覽）